# Tribhuwana
Tribhuwana - hierarchiczny potrójny system klasyfikacji rejonów wszechświata (nazywanych w okresie późniejszym terminem loka), występujący w mitologii wedyjskiej.

Tribhuwana zawiera następujące rejony :
1. diw - rejon niebiański
2. antariksza - rejon pośredni
3. prythiwi  - rejon ziemski.

Odpowiednikami tych przestrzeni w terminologii mistycznej są sfery:
1. swar
2. bhu (bhus)
3. bhuwas[1].